# مارك دينيهي
مارك دينيهي (بالإنجليزية: Mark Dennehy)‏ هو مدرب رياضي أمريكي، ولد في 18 أكتوبر 1967 في دورشستر ‏ في الولايات المتحدة.

## وصلات خارجية
- مارك دينيهي على موقع EliteProspects.com (الإنجليزية)
- مارك دينيهي على موقع HockeyDB.com (الإنجليزية)